# Ommata flavicollis
Ommata flavicollis är en skalbaggsart som beskrevs av Bates 1873. Ommata flavicollis ingår i släktet Ommata och familjen långhorningar. Inga underarter finns listade i Catalogue of Life.